# Kyle Alessandro
Kyle Alessandro właśc. Kyle Alessandro Helgesen Villalobos (ur. 10 marca 2006 w Levanger) – norweski piosenkarz i autor tekstów. Reprezentant Norwegii w 69. Konkursie Piosenki Eurowizji (2025).

## Kariera

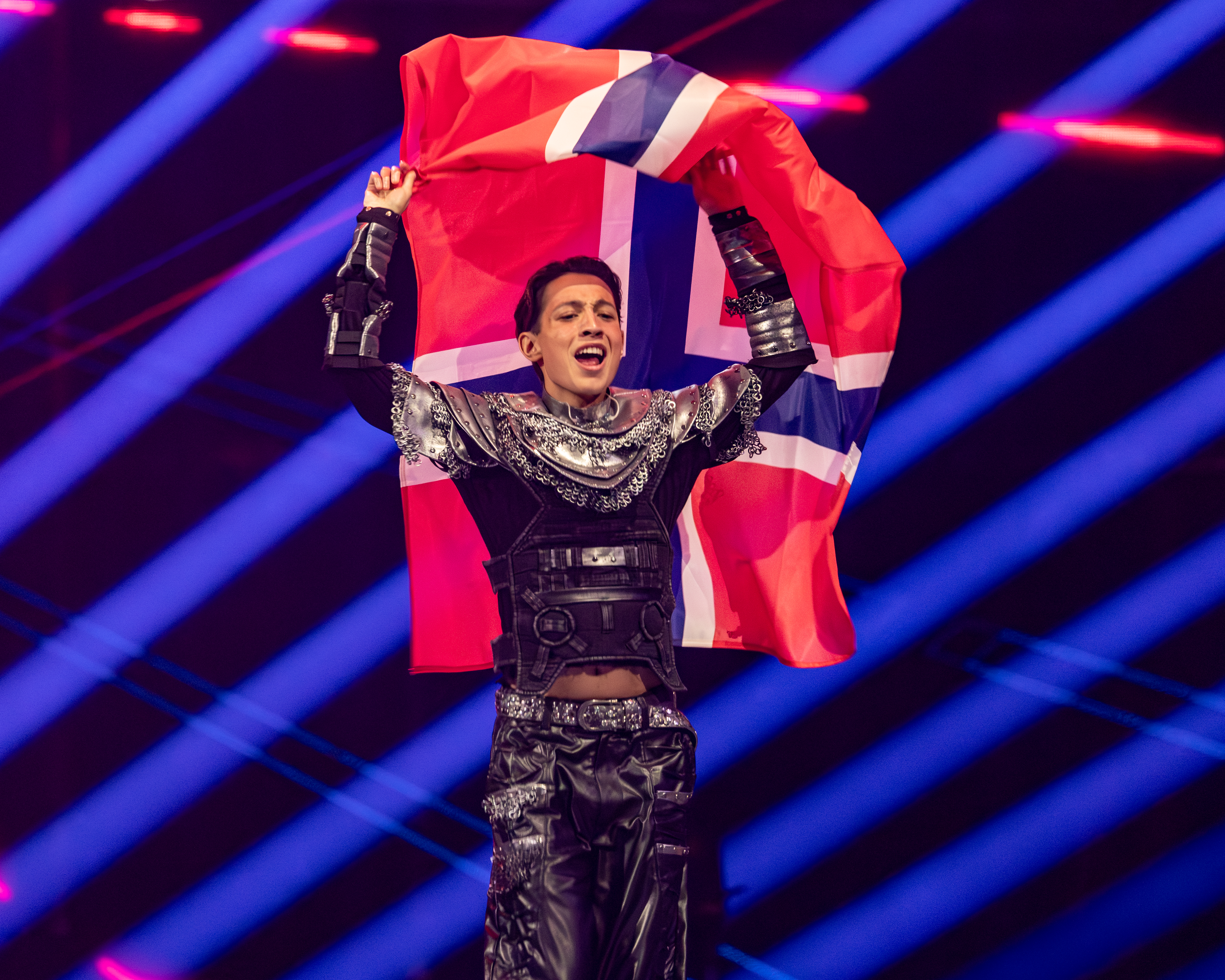
Kyle Alessandro podczas parady flag w finale 69. Konkursu Piosenki Eurowizji w Bazylei (2025)

Zadebiutował w 2017 biorąc udział w norweskiej odsłonie programu Got Talent – Norske Talenter. W tym samym roku wydał debiutancki album studyjny Første kapittel.
W 2023 jako członek zespołu Umami Tsunami brał udział w Melodi Grand Prix 2023 z piosenką „Geronimo”, ostatecznie zajmując w finale 9. miejsce. 
15 lutego 2025 jako solista z utworem „Lighter” zwyciężył finał norweskich preselekcji Melodi Grand Prix 2025, otrzymując tym samym prawo do reprezentowania Norwegii w Konkursie Piosenki Eurowizji 2025 w Bazylei. 13 maja wystąpił jako ósmy w pierwszym półfinale i awansował do finału. 17 maja w finale wystąpił jako pierwszy w kolejności i zajął 18. miejsce zdobywszy 89 punktów, w tym 22 pkt od jury (23. miejsce) i 67 pkt od widzów (12. miejsce).

## Dyskografia

### Albumy
| Rok  | Dane dot. albumu                                                                                       |
| ---- | --- |
| 2017 | Første kapittel - Wydany: 1 stycznia 2017 - Wytwórnia: Compro - Format: Digital download, streaming    |
| 2023 | Evig & alltid - Wydany: 13 stycznia 2023 - Wytwórnia: niezależne - Format: Digital download, streaming |

### Single
| Rok                                                      | Tytuł                       | Najwyższe pozycje na listach | Najwyższe pozycje na listach | Najwyższe pozycje na listach | Najwyższe pozycje na listach | Najwyższe pozycje na listach | Najwyższe pozycje na listach | Najwyższe pozycje na listach | Najwyższe pozycje na listach | Najwyższe pozycje na listach | Najwyższe pozycje na listach | Najwyższe pozycje na listach | Najwyższe pozycje na listach | Najwyższe pozycje na listach | Najwyższe pozycje na listach | Najwyższe pozycje na listach | Album           |
| Rok                                                      | Tytuł                       | NOR                          | AUT                          | FIN                          | GRE Int.                     | NLD                          | ISL                          | LTU                          | LAT                          | GER                          | POL Stream.                  | SWI                          | SWE                          | UK Down.                     | UKR                          | UK Down.                     | Album           |
| -------------------------------------------------------- | --------------------------- | ---------------------------- | ---------------------------- | ---------------------------- | ---------------------------- | ---------------------------- | ---------------------------- | ---------------------------- | ---------------------------- | ---------------------------- | ---------------------------- | ---------------------------- | ---------------------------- | ---------------------------- | ---------------------------- | ---------------------------- | --------------- |
| 2017                                                     | „Din sang”                  | –                            | –                            | –                            | –                            | –                            | –                            | –                            | –                            | –                            | –                            | –                            | –                            | –                            | –                            | –                            | Første kapittel |
| 2017                                                     | „Boomerang”                 | –                            | –                            | –                            | –                            | –                            | –                            | –                            | –                            | –                            | –                            | –                            | –                            | –                            | –                            | –                            | Første kapittel |
| 2018                                                     | „Som du e”                  | –                            | –                            | –                            | –                            | –                            | –                            | –                            | –                            | –                            | –                            | –                            | –                            | –                            | –                            | –                            | Første kapittel |
| 2018                                                     | „Dødskul”                   | –                            | –                            | –                            | –                            | –                            | –                            | –                            | –                            | –                            | –                            | –                            | –                            | –                            | –                            | –                            | Første kapittel |
| 2018                                                     | „Señorita”                  | –                            | –                            | –                            | –                            | –                            | –                            | –                            | –                            | –                            | –                            | –                            | –                            | –                            | –                            | –                            | Første kapittel |
| 2018                                                     | „Hoodie”                    | –                            | –                            | –                            | –                            | –                            | –                            | –                            | –                            | –                            | –                            | –                            | –                            | –                            | –                            | –                            | Første kapittel |
| 2019                                                     | „Fly med meg”               | –                            | –                            | –                            | –                            | –                            | –                            | –                            | –                            | –                            | –                            | –                            | –                            | –                            | –                            | –                            | Første kapittel |
| 2019                                                     | „Hun er forelska i lærer’n” | –                            | –                            | –                            | –                            | –                            | –                            | –                            | –                            | –                            | –                            | –                            | –                            | –                            | –                            | –                            | –               |
| 2019                                                     | „Mi corazón”                | –                            | –                            | –                            | –                            | –                            | –                            | –                            | –                            | –                            | –                            | –                            | –                            | –                            | –                            | –                            | –               |
| 2022                                                     | „Solo”                      | –                            | –                            | –                            | –                            | –                            | –                            | –                            | –                            | –                            | –                            | –                            | –                            | –                            | –                            | –                            | –               |
| 2023                                                     | „Geronimo”                  | –                            | –                            | –                            | –                            | –                            | –                            | –                            | –                            | –                            | –                            | –                            | –                            | –                            | –                            | –                            | –               |
| 2024                                                     | „Rodeo”                     | –                            | –                            | –                            | –                            | –                            | –                            | –                            | –                            | –                            | –                            | –                            | –                            | –                            | –                            | –                            | –               |
| 2024                                                     | „Loyal”                     | –                            | –                            | –                            | –                            | –                            | –                            | –                            | –                            | –                            | –                            | –                            | –                            | –                            | –                            | –                            | –               |
| 2024                                                     | „Pulse”                     | –                            | –                            | –                            | –                            | –                            | –                            | 99                           | –                            | –                            | –                            | –                            | –                            | –                            | –                            | –                            | –               |
| 2024                                                     | „Kommer du”                 | –                            | –                            | –                            | –                            | –                            | –                            | –                            | –                            | –                            | –                            | –                            | –                            | –                            | –                            | –                            | –               |
| 2025                                                     | „Lighter”                   | 6                            | 18                           | 18                           | 4                            | 44                           | 6                            | 2                            | 7                            | 68                           | 21                           | 8                            | 19                           | 77                           | 14                           | 82                           | –               |
| „–” oznacza, że singel nie był notowany na danej liście. |                             |                              |                              |                              |                              |                              |                              |                              |                              |                              |                              |                              |                              |                              |                              |                              |                 |